# Orcio (Dalí)
Orcio è un dipinto a olio su tela di 53 × 41,5 cm realizzato tra il 1922 ed il 1923 dal pittore spagnolo Salvador Dalí.
Ritrae un grande vaso in terracotta ed è conservato nel Museo Nacional Centro de Arte Reina Sofía di Madrid.